# Rorippa austriaca
Rorippa austriaca là một loài thực vật có hoa trong họ Cải. Loài này được (Crantz) Spach miêu tả khoa học đầu tiên năm 1838.